# Dancing with the Stars (Hoa Kỳ - mùa 13)
Dancing with the Stars đã trở lại với mùa giải thứ 13 vào 19/9/2011. Carrie Ann Inaba, Len Goodman và Bruno Tonioli tiếp tục trong vai trò giám khảo. Tom Bergeron và Brooke Burke Charvet vẫn dẫn chương trình. Mười hai cặp thí sinh đều đã hoàn thành phần thi trong mùa giải.
Cựu chiến binh, diễn viên J.R. Martinez đã đánh bại ngôi sao chương trình truyền hình thực tế Rob Kardashian và dẫn chương trình, nữ diễn viên Ricki Lake để vươn lên vị trí chiến thắng trong mùa giải.

## Tổng quan
Có chín chuyên nghiệp cũ đã trở lại với chương trình: Derek Hough, Maksim Chmerkovskiy, Cheryl Burke, Tony Dovolani, Mark Ballas, Lacey Schwimmer, Karina Smirnoff, Anna Trebunskaya, và Kym Johnson. Em trai của Maksim, Valentin Chmerkovskiy, là một trong những chuyên nghiệp mới tham gia chương trình. Peta Murgatroyd và Tristan MacManus, trước kia trong nhóm nhảy của mùa giải 12, nay cũng tham gia là chuyên nghiệp, lần đầu tiên. Louis van Amstel đã không tham gia mùa giải, nhưng anh ấy sẽ tham gia một chương trình mới mang tên "Cuộc chiến Ballroom",. Tuy nhiên nó đã bị hủy bỏ vào 7/11. Nhóm nhảy cũng xuất hiện với 3 thành viên quen thuộc, Teddy Volynets, Kiki Nyemchek, và Oksana Dmytrenko, đồng thời có thêm 3 thành viên mới: Sasha Farber, Sharna Burgess, Dasha Chesnokova.
Cheryl Burke đã ghi một kỉ lục mới cho bản thân khi cùng bạn nhảy lọt vào chung kết. Điều này đánh dấu lần thứ năm Burke lọt vào chung kết trong suốt mùa giải, điều mà chưa một chuyên nghiệp nào làm được trước đây.
Dàn thí sinh được công bố trong một tập của Bachelor Pad vào 28/8/2011. Mười hai chuyên nghiệp được cho biết ngày 31/8/2011 trong chương trình Good Morning America. Ryan O'Neal dự định sẽ tham gia chương trình với vai trò là thí sinh không chuyên, nhưng anh ấy cảm thấy không khỏe sau khi vừa phẫu thuật đầu gối nên Carson Kressley dã được đưa vào thay thế. O'Neal mong rằng trong tương lai, anh ấy sẽ có thể tham gia chương trình.
Ngay từ đầu, Chaz Bono, người con của cặp vợ chồng nổi tiếng Sonny Bono và Cher đã gây nhiều tranh cãi trong việc anh ấy xuất hiện trong mùa giải. Phản ứng dữ dội từ những khán giả diễn ra do anh ấy là một người chuyển giới. Bất chấp những lời chỉ trích, Bono đã nhận được nhiều lời động viên từ cộng đồng LGBT và vẫn tiếp tục được tham gia chương trình.

## Các cặp thí sinh
| Thí sinh không chuyên          | Nghề nghiệp                                 | Bạn nhảy chuyên nghiệp | Số báo danh | Kết quả                      |
| ------------------------------ | ------------------------------------------- | ---------------------- | ----------- | ---------------------------- |
| Ron Artest (Metta World Peace) | Thành viên Los Angeles Lakers               | Peta Murgatroyd        | 3401        | Bị loại (I) đêm 20/09/2011   |
| Elisabetta Canalis             | Người mẫu, diễn viên                        | Valentin Chmerkovskiy  | 3407        | Bị loại (II) đêm 27/09/2011  |
| Kristin Cavallari              | Ngôi sao chương trình truyền hình thực tế   | Mark Ballas            | 3403        | Bị loại (III) đêm 04/10/2011 |
| Chynna Phillips                | Ca sĩ, Thành viên nhóm Wilson Phillips      | Tony Dovolani          | 3404        | Bị loại (IV) đêm 11/10/2011  |
| Carson Kressley                | Nhà thiết kế thời trang                     | Anna Trebunskaya       | 3409        | Bị loại (V) đêm 18/10/2011   |
| Chaz Bono                      | Tuyên truyền cho người chuyển giới          | Lacey Schwimmer        | 3412        | Bị loại (VI) đêm 25/10/2011  |
| David Arquette                 | Ngôi sao điện ảnh, nhà sản xuất             | Kym Johnson            | 3406        | Bị loại (VII) đêm 1/11/2011  |
| Nancy Grace                    | Biên tập viên kênh HLN                      | Tristan MacManus       | 3405        | Bị loại (VIII) đêm 8/11/2011 |
| Hope Solo                      | Thủ môn của đội bóng đá nữ Hoa Kỳ           | Maksim Chmerkovskiy    | 3408        | Bị loại (IX) đêm 15/11/2011  |
| Ricki Lake                     | Diễn viên, người dẫn chương trình talk show | Derek Hough            | 3411        | Về ba đêm 22/11/2011         |
| Rob Kardashian                 | Ngôi sao chương trình truyền hình thực tế   | Cheryl Burke           | 3402        | Về nhì đêm 22/11/2011        |
| J.R. Martinez                  | Diễn viên, cựu chiến binh lục quân          | Karina Smirnoff        | 3410        | Chiến thắng đêm 22/11/2011   |

## Bảng điểm
| J.R. & Karina    | 1  | 22 | 22 | 26 | 26 | 28 | 29 | 25+23=48 | 30+30=60 | 23+27+6+56  | 24+30+28=82 | +30=112 |  |  |  |  |  |  |  |  |  |  |
| Rob & Cheryl     | 2  | 16 | 21 | 24 | 24 | 25 | 22 | 25+26=51 | 27+24=51 | 28+27+10=65 | 27+30+26=83 | +30=113 |  |  |  |  |  |  |  |  |  |  |
| Ricki & Derek    | 3  | 20 | 23 | 27 | 29 | 24 | 29 | 27+26=53 | 28+24=52 | 30+29+8=67  | 27+27+30=84 |         |  |  |  |  |  |  |  |  |  |  |
| Hope & Maks      | 4  | 21 | 19 | 24 | 24 | 24 | 20 | 24+26=50 | 27=25=52 | 21+24+4=49  |             |         |  |  |  |  |  |  |  |  |  |  |
| Nancy & Tristan  | 5  | 16 | 21 | 21 | 21 | 22 | 24 | 21+23=44 | 24+20=44 |             |             |         |  |  |  |  |  |  |  |  |  |  |
| David & Kym      | 6  | 18 | 18 | 24 | 23 | 25 | 23 | 24+23=47 |          |             |             |         |  |  |  |  |  |  |  |  |  |  |
| Chaz & Lacey     | 7  | 17 | 17 | 18 | 21 | 21 | 19 |          |          |             |             |         |  |  |  |  |  |  |  |  |  |  |
| Carson & Anna    | 8  | 17 | 18 | 23 | 20 | 19 |    |          |          |             |             |         |  |  |  |  |  |  |  |  |  |  |
| Chynna & Tony    | 9  | 22 | 21 | 26 | 21 |    |    |          |          |             |             |         |  |  |  |  |  |  |  |  |  |  |
| Kristin & Mark   | 10 | 19 | 22 | 24 |    |    |    |          |          |             |             |         |  |  |  |  |  |  |  |  |  |  |
| Elisabetta & Val | 11 | 15 | 21 |    |    |    |    |          |          |             |             |         |  |  |  |  |  |  |  |  |  |  |
| Ron & Peta       | 12 | 14 |    |    |    |    |    |          |          |             |             |         |  |  |  |  |  |  |  |  |  |  |

Số màu đỏ là điểm thấp nhất của mỗi phần thi.
Số màu xanh là điểm cao nhất của mỗi phần thi.
Số màu đen tô đậm được tô cho tất cả cặp thí sinh khi điểm của họ bằng nhau trong phần thi.
     Cặp thí sinh bị loại của tuần.
     Cặp thí sinh cuối cùng được gọi tên an toàn.
     Cặp thí sinh trong nhóm nguy hiểm nhưng được an toàn.
     Cặp thí sinh chiến thắng.
     Cặp thí sinh về nhì.
     Cặp thí sinh về ba.
Tuần 1: Trong tuần đầu tiên, các cặp thí sinh thi nhảy Cha-Cha-Cha hoặc Viennese Waltz. Chynna & Tony và J.R. & Karina cùng đứng nhất bảng xếp hạng với 22⁄30 điểm cho bài Viennese Waltz. Ron & Peta đứng hạng chót với 14⁄30 điểm cho bài Cha-Cha-Cha và là cặp đôi đầu tiên bị loại của chương trình. Nancy & Tristan là cặp đôi được gọi tên an toàn cuối cùng của chương trình.
Tuần 2: Tuần thứ hai, các cặp thí sinh thi nhảy Jive hoặc Quickstep. Ricki & Derek đứng đầu bảng xếp hạng khi nhận được số điểm là 23⁄30 cho bài Jive. Chaz & Lacey đứng cuối bảng với tổng điểm 17⁄30 cho bài Quickstep và lọt vào vòng nguy hiểm. David & Kym đã bị gọi tên an toàn cuối cùng, nhưng Elisabetta & Val, cặp bị loại lại có số điểm cao hơn nhiều so với tuần thi trước đó của họ. Val là chuyên nghiệp mới thứ hai bị loại trong chương trình, khiến Tristan MacManus là người mới cuối cùng còn thi đấu.
Tuần 3: Trong tuần thứ ba, các cặp thí sinh được quyền chọn bài hát và điệu nhảy mà họ thích, đồng thời chia sẻ với mọi người về năm đáng nhớ nhất trong cuộc đời họ. Tất cả các cặp thí sinh đều cải thiện hoặc giữ vững được số điểm của mình so với tuần trước. Chynna & Tony ghi được điểm 9 đầu tiên của mùa giải cho bài Rumba, với tổng điểm là 26⁄30, nhưng Ricki & Derek tiếp tục dẫn đầu bảng với 27⁄30 cũng ở Rumba. Một lần nữa, Chaz & Lacey đứng hạng chót với số điểm 18⁄30 vẫn ở Rumba. Điều đáng bất ngờ đã xảy ra, Hope & Maks bị gọi tên cuối cùng và Kristin & Mark đã bị loại, mà cả hai cặp đều giữ vị trí cao trong bảng xếp hạng.
Tuần 4: Tuần bốn, các cặp thí sinh thi nhảy trên nhạc nền của những bộ phim nổi tiếng. Ricki & Derek nhận được số điểm cao nhất tuần thứ ba liên tiếp, điểm 10 đầu tiên của mùa giải và tổng điểm 29⁄30 cho bài Tango. Trong khi đó, Carson & Anna đứng hạng chót với tổng điểm 20⁄30 cho bài Viennese Waltz, nhưng họ đã không nằm trong vòng nguy hiêm. Rob & Cheryl bị gọi tên cuối cùng. Chynna & Tony cặp thí sinh từng giữ hạng cao tuần trước, tuần này bị tụt xuống gần hạng chót và bất ngờ bị loại. Đây đồng thời cũng là tuần thứ ba liên tiếp của mùa giải mà cặp thí sinh có số điểm thấp nhất lại không bị loại.
Tuần 5: Vào tuần thứ năm, các cặp thí sinh sẽ thể hiện điệu nhảy trên những bản hit của thập niên 1980. J.R. & Karina leo lên hạng nhất với số điểm 28⁄30 cho bài Samba, trong khi Carson & Anna vẫn ở hạng chót với số điểm 19⁄30 cho bài Jive. Cuối cùng, Hope & Maks vẫn bị gọi tên cuối cùng, nhưng Carson & Anna đã bị loại, sau hai lần liên tiếp bị đứng chót bảng điểm.
Tuần 6: Trong tuần thứ sáu, các cặp thí sinh đã thi nhảy trên những bài nhạc nổi tiếng của nhiều vở nhạc kịch Broadway. Đồng thời, họ cũng được nhảy tập thể cùng nhau lần đầu tiên. Không giống những màn biểu diễn bình thường, các cặp thí sinh không được nhận xét riêng hay cho điểm. Ricki & Derek và J.R. & Karina cùng giữ hạng nhất với tổng điểm 29⁄30 cho bài Quickstep. Đứng hạng chót là Chaz & Lacey, chỉ được 19⁄30 điểm cho bài Tango. Hope & Maks tiếp tục bị gọi tên cuối cùng, nhưng Chaz & Lacey đã bị loại với số điểm thấp nhất đêm.
Tuần 7: Tuần thứ bảy, các cặp thí sinh nhảy với những bài nhảy xoay quanh nội dung Halloween. Đồng thời họ cũng tham gia vào một trong hai đội nhảy Tango hoặc Paso Doble, nghĩa là tất cả thành viên của đội đều được chấm cùng một số điểm. Ricki & Derek không chỉ đạt điểm cao trong bài Paso Doble ở phần thi đấu riêng mà còn cả phần thi theo đội nữa, tổng điểm là 53⁄60 và tiếp tục đứng nhất. Ngược lại, Nancy & Tristan đứng chót ở cả bài thi Jive và phần thi ở đội Tango, tổng điểm là 44⁄60. Dù vậy, Nancy & Tristan chỉ bị gọi tên an toàn cuối cùng. David & Kym đã bị loại.
Tuần 8: Trong trận tứ kết, các cặp phải đối mặt với thử thách "Biên đạo bất chợt". Trong đó, có bài nhảy Ballroom là họ chưa học, còn phần Latin, họ chỉ có hai mươi phút để biên đạo và tập với bài Jive. Đứng nhất bảng là J.R. & Karina, nhận được số điểm hoàn hảo đầu tiên của mùa giải và tổng điểm tối đa cho cả hai bài nhảy 60⁄60. Một lần nữa, Nancy & Tristan lại đứng chót bảng xếp hạng bằng tổng số điểm 44⁄60. Cuối cùng, Nancy & Tristan đã bị loại sau tuần thứ hai có số điểm thấp nhất liên tiếp, trong khi Rob & Cheryl bị gọi tên cuối cùng nhưng cũng lọt vào bán kết.
Tuần 9: Trong đêm bán kết, bốn cặp thí sinh cuối cùng phải trình diễn ba điệu nhảy: Một điệu latin chưa từng học trước đây, điệu Argentine Tango, và một bài Cha-Cha-Cha tiếp sức tập thể. Trong phần thi tiếp sức, Rob & Cheryl bất ngờ nhận được thứ hạng và số điểm tương ứng cao nhất nhưng Ricki & Derek lại tiếp tục đứng hạng nhất với tổng điểm 67⁄70 sau cả hai bài thi đầu đều có điểm cao. Hope & Maks đứng chót bảng điểm với tổng 49⁄70 điểm, cùng J.R. & Karina rơi vào vòng nguy hiểm và đã bị loại.
Tuần 10: Trong đêm chung kết, Top 3 trình diễn hai điệu nhảy trong đêm đầu tiên: điệu nhảy mà họ chưa từng học và bài nhảy Tự do (Freestyle). Rob & Cheryl sớm đứng nhất hạng với tổng điểm 57⁄60, vượt qua hai cặp đối thủ nặng ký là Ricki & Derek và J.R. & Karina. Họ cùng đứng hạng chót với 54⁄60 điểm. Trong đêm thứ hai, họ chọn bài nhảy yêu thích của mùa giải. Ricki & Derek nhận được thứ hạng và số điểm tương ứng cao nhất và đứng nhất với tổng số điểm 84⁄90. Dù vậy, họ bất ngờ phải dừng chân ở vị trí thứ ba của chương trình. Trong vòng thi cuối, Rob & Cheryl và J.R. & Karina nhảy Samba với bài biên đạo bất chợt, chỉ cho họ một khoảng thời gian để chuẩn bị. Cả hai cặp đều nhận được số điểm hoàn hảo 30⁄30, nhưng tổng điểm, Rob & Cheryl dẫn trước J.R. & Karina một điểm. Cuối cùng, sức mạnh của những phiếu bầu chọn đã giúp J.R. & Karina mang về cho mình chiếc cúp cho người chiến thắng trong mùa giải thứ mười ba của Dancing with the Stars.

## Điểm trung bình
Phần thi Cha-Cha-Cha tiếp sức (Cha-Cha-Cha Relay) ở tuần 9 không được tính điểm dưới đây vì điểm tối đa không phải là 30 điểm.
| Xếp hạng điểm trung bình | Vị trí | Cặp thí sinh     | Tổng số điểm | Số điệu nhảy | Điểm trung bình |
| ------------------------ | ------ | ---------------- | ------------ | ------------ | --------------- |
| 1                        | 3      | Ricki & Derek    | 400          | 15           | 26.7            |
| 2                        | 1      | J.R. & Karina    | 423          | 16           | 26.4            |
| 3                        | 2      | Rob & Cheryl     | 402          | 16           | 25.1            |
| 4                        | 4      | Hope & Maksim    | 279          | 12           | 23.3            |
| 5                        | 9      | Chynna & Tony    | 90           | 4            | 22.5            |
| 6                        | 6      | David & Kym      | 178          | 8            | 22.3            |
| 7                        | 10     | Kristin & Mark   | 65           | 3            | 21.7            |
| 8                        | 5      | Nancy & Tristan  | 213          | 10           | 21.3            |
| 9                        | 8      | Carson & Anna    | 97           | 5            | 19.4            |
| 10                       | 7      | Chaz & Lacey     | 113          | 6            | 18.8            |
| 11                       | 11     | Elisabetta & Val | 36           | 2            | 18.0            |
| 12                       | 12     | Ron & Peta       | 14           | 1            | 14.0            |

## Màn trình diễn cao điểm nhất và thấp điểm nhất
Màn trình diễn cao điểm nhất và thấp điểm nhất được đánh giá dựa trên số điểm của Ban giám khảo dành cho các cặp thí sinh.
| Điệu nhảy                 | Xuất sắc nhất                           | Điểm số | Kém nhất                                 | Điểm số |
| ------------------------- | --------------------------------------- | ------- | ---------------------------------------- | ------- |
| Cha Cha Cha               | Ricki Lake                              | 27      | Ron Artest                               | 14      |
| Viennese Waltz            | J.R. Martinez Chynna Phillips           | 22      | Rob Kardashian                           | 16      |
| Quickstep                 | Ricki Lake J.R. Martinez                | 29      | Chaz Bono                                | 17      |
| Jive                      | J.R. Martinez                           | 30      | David Arquette                           | 18      |
| Rumba                     | Ricki Lake                              | 27      | Chaz Bono                                | 18      |
| Samba                     | Ricki Lake J.R. Martinez Rob Kardashian | 30      | Chaz Bono                                | 21      |
| Waltz                     | J.R. Martinez                           | 30      | Nancy Grace                              | 21      |
| Tango                     | Ricki Lake                              | 30      | Chaz Bono                                | 19      |
| Foxtrot                   | J.R. Martinez Rob Kardashian            | 26      | Nancy Grace Ricki Lake Hope Solo         | 24      |
| Paso Doble                | Ricki Lake                              | 27      | Chaz Bono Nancy Grace Hope Solo          | 21      |
| Argentine Tango           | Ricki Lake                              | 29      | Hope Solo                                | 24      |
| Freestyle                 | Rob Kardashian J.R. Martinez            | 30      | Ricki Lake                               | 27      |
| Nhảy theo đội             | Rob Kardashian Ricki Lake Hope Solo     | 26      | David Arquette Nancy Grace J.R. Martinez | 23      |
| Nhảy Cha-Cha-Cha tiếp sức | Rob Kardashian                          | 10      | Hope Solo                                | 4       |

## Điểm tốt nhất và kém nhất của mỗi cặp thí sinh
Dựa trên những điệu nhảy có mức điểm tối đa là 30:
| Cặp thí sinh     | Điệu nhảy có điểm cao nhất                             | Điệu nhảy có điểm thấp nhất          |
| ---------------- | ------------------------------------------------------ | ------------------------------------ |
| J.R. & Karina    | Waltz, Jive (tuần 8), Freestyle & Samba (tuần 10) (30) | Viennese Waltz và Jive (tuần 2) (22) |
| Rob & Cheryl     | Freestyle & Samba (tuần 10) (30)                       | Viennese Waltz (16)                  |
| Ricki & Derek    | Samba & Tango (30)                                     | Viennese Waltz (20)                  |
| Hope & Maks      | Quickstep (27)                                         | Jive (19)                            |
| Nancy & Tristan  | Foxtrot & Tango (24)                                   | Cha-Cha-Cha (16)                     |
| David & Kym      | Tango (25)                                             | Viennese Waltz & Jive (18)           |
| Chaz & Lacey     | Paso Doble & Samba (21)                                | Cha-Cha-Cha & Quickstep (17)         |
| Carson & Anna    | Tango (23)                                             | Cha-Cha-Cha (17)                     |
| Chynna & Tony    | Rumba (26)                                             | Jive & Tango (21)                    |
| Kristin & Mark   | Samba (24)                                             | Cha-Cha-Cha (19)                     |
| Elisabetta & Val | Quickstep (21)                                         | Cha-Cha-Cha (15)                     |
| Ron & Peta       | Cha-Cha-Cha (14)                                       | Cha-Cha-Cha (14)                     |

## Điệu nhảy, điểm số và bài hát
Bài nhảy này được Ban giám khảo mời trình diễn lại.
     Cặp thí sinh bị loại.
     Cặp thí sinh bị gọi tên an toàn cuối cùng.
     Cặp thí sinh nằm trong nhóm nguy hiểm nhưng được an toàn (không phải cuối cùng).
     Cặp thí sinh chiến thắng cuộc thi.
     Cặp thí sinh về nhì cuộc thi.
     Cặp thí sinh về ba cuộc thi.

### Tuần 1
Điểm số các thí sinh nhận được từ hội đồng giám khảo được xếp theo thứ tự từ trái sang phải như sau: Carrie Ann Inaba, Len Goodman, Bruno Tonioli.
Xếp theo thứ tự trình diễn
| Cặp thí sinh     | Điểm số    | Điệu nhảy      | Âm nhạc                                                     |
| ---------------- | ---------- | -------------- | ----------------------------------------------------------- |
| Ron & Peta       | 14 (5,4,5) | Cha-Cha-Cha    | "Krazy"—Pitbull hợp tác với Lil Jon                         |
| Rob & Cheryl     | 16 (6,5,5) | Viennese Waltz | "Lake Michigan"—Rogue Wave                                  |
| Kristin & Mark   | 19 (7,6,6) | Cha-Cha-Cha    | "Dynamite"—Taio Cruz                                        |
| Chynna & Tony    | 22 (8,7,7) | Viennese Waltz | "If I Ain't Got You"—Alicia Keys                            |
| Nancy & Tristan  | 16 (5,5,6) | Cha-Cha-Cha    | "Cry Baby"—Cee Lo Green                                     |
| David & Kym      | 18 (6,6,6) | Viennese Waltz | "Somebody to Love"—Queen                                    |
| Elisabetta & Val | 15 (5,5,5) | Cha-Cha-Cha    | "Last Friday Night (T.G.I.F.)"—Katy Perry                   |
| Hope & Maks      | 21 (7,7,7) | Viennese Waltz | "Satellite"—Dave Matthews Band                              |
| Carson & Anna    | 17 (6,5,6) | Cha-Cha-Cha    | "Moves Like Jagger"—Maroon 5 hợp tác với Christina Aguilera |
| J.R. & Karina    | 22 (8,7,7) | Viennese Waltz | "Breakaway"—Kelly Clarkson                                  |
| Ricki & Derek    | 20 (7,6,7) | Viennese Waltz | "This Year's Love"—David Gray                               |
| Chaz & Lacey     | 17 (6,5,6) | Cha-Cha-Cha    | "Dancing in the Street"—Martha & the Vandellas              |

### Tuần 2
Xếp theo thứ tự trình diễn
| Cặp thí sinh     | Điểm số    | Điệu nhảy | Âm nhạc                                                                  |
| ---------------- | ---------- | --------- | ------------------------------------------------------------------------ |
| Hope & Maks      | 19 (6,7,6) | Jive      | "Girlfriend"—Avril Lavigne                                               |
| Kristin & Mark   | 22 (8,7,7) | Quickstep | "Diamonds Are a Girl's Best Friend"—Marilyn Monroe                       |
| David & Kym      | 18 (6,6,6) | Jive      | "Runaway Baby"—Bruno Mars                                                |
| Elisabetta & Val | 21 (7,7,7) | Quickstep | "Don't Get Me Wrong"—The Pretenders                                      |
| Rob & Cheryl     | 21 (7,7,7) | Jive      | "Surfin' Safari"—The Beach Boys                                          |
| Carson & Anna    | 18 (6,6,6) | Quickstep | "Walkin' Back to Happiness"—Helen Shapiro                                |
| Ricki & Derek    | 23 (8,7,8) | Jive      | "Hey Ya!"—OutKast                                                        |
| Chaz & Lacey     | 17 (6,5,6) | Quickstep | "Love Is All Around"—Joan Jett & the Blackhearts                         |
| Chynna & Tony    | 21 (7,7,7) | Jive      | "The Boy Does Nothing"—Alesha Dixon                                      |
| Nancy & Tristan  | 21 (6,8,7) | Quickstep | "It Don't Mean a Thing (If It Ain't Got That Swing)"—The Andrews Sisters |
| J.R. & Karina    | 22 (7,7,8) | Jive      | "Jump, Jive, an' Wail"—The Brian Setzer Orchestra                        |

### Tuần 3
Tuần "năm đáng nhớ nhất trong cuộc đời" (Most Memorable Year Week)
Xếp theo thứ tự trình diễn
| Cặp thí sinh    | Điểm số    | Điệu nhảy   | Âm nhạc                                     |
| --------------- | ---------- | ----------- | ------------------------------------------- |
| Rob & Cheryl    | 24 (8,8,8) | Foxtrot     | "Fly Me to the Moon"—Frank Sinatra          |
| Chynna & Tony   | 26 (8,9,9) | Rumba       | "Hold On"—Wilson Phillips                   |
| Chaz & Lacey    | 18 (6,6,6) | Rumba       | "Laugh at Me"—Sonny Bono                    |
| Kristin & Mark  | 24 (8,8,8) | Samba       | "Crazy in Love"—Beyonce hợp tác với Jay-Z   |
| Carson & Anna   | 23 (8,7,8) | Tango       | "It's My Life"—No Doubt                     |
| J.R. & Karina   | 26 (9,8,9) | Rumba       | "If You're Reading This"—Tim McGraw         |
| Nancy & Tristan | 21 (7,7,7) | Waltz       | "Moon River"—Andy Williams                  |
| Ricki & Derek   | 27 (9,9,9) | Rumba       | "Gravity"—Sara Bareilles                    |
| Hope & Maks     | 24 (8,8,8) | Cha-Cha-Cha | "Tonight (I'm Lovin' You)"—Enrique Iglesias |
| David & Kym     | 24 (8,8,8) | Rumba       | "O-o-h Child"—Five Stairsteps               |

### Tuần 4
Tuần điện ảnh (Movie Score Week)
Xếp theo thứ tự trình diễn
| Cặp thí sinh    | Điểm số      | Điệu nhảy      | Âm nhạc                                        | Trong phim                                          |
| --------------- | ------------ | -------------- | ---------------------------------------------- | --------------------------------------------------- |
| Chynna & Tony   | 21 (7,7,7)   | Tango          | "Theme from Mission: Impossible"—Lalo Schifrin | Mission Impossible                                  |
| David & Kym     | 23 (8,7,8)   | Paso Doble     | "The Raiders March"—John Williams              | Raiders of the Lost Ark                             |
| Carson & Anna   | 20 (7,6,7)   | Viennese Waltz | "The Black Pearl"—Klaus Badelt và Hans Zimmer  | Cướp biển vùng Caribe: Lời nguyền tàu Ngọc Trai Đen |
| Nancy & Tristan | 21 (7,7,7)   | Paso Doble     | "Flash's Theme"—Queen                          | Flash Gordon                                        |
| Hope & Maks     | 24 (8,8,8)   | Foxtrot        | "You've Got a Friend in Me"—Randy Newman       | Câu chuyện đồ chơi                                  |
| Rob & Cheryl    | 24 (8,8,8)   | Paso Doble     | "Theme from Superman"—John Williams            | Superman                                            |
| Ricki & Derek   | 29 (10,9,10) | Tango          | "Theme from Psycho"—Bernard Hermann            | Psycho                                              |
| Chaz & Lacey    | 21 (7,7,7)   | Paso Doble     | "Gonna Fly Now"—Bill Conti                     | Rocky                                               |
| J.R. & Karina   | 26 (8,9,9)   | Foxtrot        | "The Pink Panther Theme"—Henry Mancini         | The Pink Panther                                    |

### Tuần 5
Tuần "thập niên 80" (80s Week)
Xếp theo thứ tự trình diễn
| Cặp thí sinh    | Điểm số     | Điệu nhảy | Âm nhạc                                     |
| --------------- | ----------- | --------- | ------------------------------------------- |
| Hope & Maks     | 24 (8,8,8)  | Tango     | "Livin' on a Prayer"—Bon Jovi               |
| Carson & Anna   | 19 (6,6,7)  | Jive      | "Wake Me Up Before You Go Go"—Wham!         |
| Nancy & Tristan | 22 (7,7,8)  | Rumba     | "True"—Spandau Ballet                       |
| J.R. & Karina   | 28 (9,9,10) | Samba     | "Conga"—Gloria Estefan                      |
| Rob & Cheryl    | 25 (9,8,8)  | Rumba     | "Hello"—Lionel Richie                       |
| Chaz & Lacey    | 21 (7,7,7)  | Samba     | "Get Down on It"—Kool & the Gang            |
| David & Kym     | 25 (8,9,8)  | Tango     | "Tainted Love"—Soft Cell                    |
| Ricki & Derek   | 24 (8,8,8)  | Foxtrot   | "Easy Lover"—Phil Collins và Phillip Bailey |

### Tuần 6
Tuần Broadway (Broadway Week)
Xếp theo thứ tự trình diễn
| Cặp thí sinh                                                                                  | Điểm số         | Điệu nhảy                                    | Âm nhạc                                                                 | Trong vở nhạc kịch       |
| --------------------------------------------------------------------------------------------- | --------------- | -------------------------------------------- | ----------------------------------------------------------------------- | ------------------------ |
| Rob & Cheryl                                                                                  | 22 (8,7,7)      | Cha-Cha-Cha                                  | "Walk Like a Man"—The Four Seasons                                      | Jersey Boys              |
| Nancy & Tristan                                                                               | 24 (9,7,8)      | Foxtrot                                      | "Always Look on the Bright Side of Life"—Monty Python                   | Monty Python's Spamalot  |
| David & Kym                                                                                   | 23 (8,7,8)      | Quickstep                                    | "We Go Together"—John Travolta & Olivia Newton-John                     | Grease                   |
| Ricki & Derek                                                                                 | 29 (10,9,10)    | Quickstep                                    | "Luck Be a Lady"—Frank Sinatra                                          | Guys and Dolls           |
| Chaz & Lacey                                                                                  | 19 (7,6,6)      | Tango                                        | "The Phantom of the Opera"—Andrew Lloyd Webber                          | The Phantom of the Opera |
| Hope & Maks                                                                                   | 20 (7,6,7)      | Rumba                                        | "Seasons of Love"—Jonathan Larson                                       | Rent                     |
| J.R. & Karina                                                                                 | 29 (10,9,10)    | Quickstep                                    | "Hot Honey Rag"—Renée Zellweger & Catherine Zeta-Jones                  | Chicago                  |
| David & Kym Chaz & Lacey Nancy & Tristan Rob & Cheryl Ricki & Derek J.R. & Karina Hope & Maks | không chấm điểm | Nhảy Broadway tập thể (Group Broadway Dance) | "Big Spender"—Shirley Bassey "The Money Song"—Liza Minnelli & Joel Grey | Sweet Charity Cabaret    |

### Tuần 7
Tuần Halloween (Halloween Week)
Xếp theo thứ tự trình diễn
| Cặp thí sinh                              | Điểm số    | Điệu nhảy             | Âm nhạc                                               |
| ----------------------------------------- | ---------- | --------------------- | ----------------------------------------------------- |
| David & Kym                               | 24 (8,8,8) | Cha-Cha-Cha           | "Abracadabra"—Steve Miller Band                       |
| J.R. & Karina                             | 25 (9,8,8) | Tango                 | "Theme from Ghostbusters"—Ray Parker Jr.              |
| Nancy & Tristan                           | 21 (7,7,7) | Jive                  | "The Devil Went Down to Georgia"—Charlie Daniels Band |
| Rob & Cheryl                              | 25 (9,8,8) | Tango                 | "Theme from The Addams Family"—Vic Mizzy              |
| Ricki & Derek                             | 27 (9,9,9) | Paso Doble            | "Sweet Dreams"—Beyoncé                                |
| Hope & Maks                               | 24 (8,8,8) | Samba                 | "Werewolves of London"—Warren Zevon                   |
| David & Kym Nancy & Tristan J.R. & Karina | 23 (8,7,8) | Tango (theo đội)      | "Disturbia"—Rihanna                                   |
| Rob & Cheryl Ricki & Derek Hope & Maks    | 26 (9,8,9) | Paso Doble (theo đội) | "Bring Me to Life"—Evanescence                        |

### Tuần 8
Tuần biên đạo bất chợt (Instant Choreography Week)
Xếp theo thứ tự trình diễn
| Cặp thí sinh    | Điểm số       | Điệu nhảy | Âm nhạc                                                   |
| --------------- | ------------- | --------- | --------------------------------------------------------- |
| Rob & Cheryl    | 27 (9,9,9)    | Quickstep | "Take on Me"—A-ha                                         |
| Rob & Cheryl    | 24 (8,8,8)    | Jive      | "Maneater"—Hall & Oates                                   |
| Hope & Maks     | 27 (9,9,9)    | Quickstep | "Valerie"—Mark Ronson hợp tác với Amy Winehouse           |
| Hope & Maks     | 25 (8,9,8)    | Jive      | "The Best Damn Thing"—Avril Lavigne                       |
| Ricki & Derek   | 28 (9,9,10)   | Waltz     | "(You Make Me Feel Like) A Natural Woman"—Aretha Franklin |
| Ricki & Derek   | 24 (8,8,8)    | Jive      | "Land of a Thousand Dances"—Wilson Pickett                |
| Nancy & Tristan | 24 (8,8,8)    | Tango     | "The Naughty Lady of Shady Lane"—The Ames Brothers        |
| Nancy & Tristan | 20 (7,6,7)    | Jive      | "Upside Down"—Paloma Faith                                |
| J.R. & Karina   | 30 (10,10,10) | Waltz     | "What the World Needs Now"—Burt Bacharach                 |
| J.R. & Karina   | 30 (10,10,10) | Jive      | "Tutti Frutti"—Little Richard                             |

### Tuần 9
Xếp theo thứ tự trình diễn
| Cặp thí sinh                                         | Điểm số       | Điệu nhảy                                | Âm nhạc                                                  |
| ---------------------------------------------------- | ------------- | ---------------------------------------- | -------------------------------------------------------- |
| Hope & Maks                                          | 21 (7,7,7)    | Paso Doble                               | "Can't Be Tamed"—Miley Cyrus                             |
| Hope & Maks                                          | 24 (8,8,8)    | Argentine Tango                          | "Whatever Lola Wants"—Gwen Verdon                        |
| J.R. & Karina                                        | 23 (8,7,8)    | Paso Doble                               | "Spanish Paso" trong phim The Mask of Zorro—James Horner |
| J.R. & Karina                                        | 27 (9,9,9)    | Argentine Tango                          | "Bust Your Windows"—Jazmine Sullivan                     |
| Rob & Cheryl                                         | 28 (10,9,9)   | Samba                                    | "I Go to Rio"—Pablo Cruise                               |
| Rob & Cheryl                                         | 27 (9,9,9)    | Argentine Tango                          | "Libertango"—Bond                                        |
| Ricki & Derek                                        | 30 (10,10,10) | Samba                                    | "Jump in the Line"—Harry Belafonte                       |
| Ricki & Derek                                        | 29 (9,10,10)  | Argentine Tango                          | "Allerdings Otros Aires"—Otros Aires                     |
| Ricki & Derek Hope & Maks J.R. & Karina Rob & Cheryl | 8 4 6 10      | Cha-Cha-Cha tiếp sức (Cha-Cha-Cha Relay) | "I Like How It Feels"—Enrique Iglesias                   |

### Tuần 10
Đêm thứ nhất
Xếp theo thứ tự trình diễn
| Cặp thí sinh  | Điểm số       | Điệu nhảy                                  | Âm nhạc                                |
| ------------- | ------------- | ------------------------------------------ | -------------------------------------- |
| Ricki & Derek | 27 (9,9,9)    | Cha-Cha-Cha (giám khảo Carrie Ann giúp đỡ) | "Yeah 3x"—Chris Brown                  |
| Ricki & Derek | 27 (9,9,9)    | Freestyle                                  | "Can't Touch It"—Ricki-Lee Coulter     |
| Rob & Cheryl  | 27 (9,9,9)    | Waltz (giám khảo Bruno giúp đỡ)            | "It Is You (I Have Loved)"—Dana Glover |
| Rob & Cheryl  | 30 (10,10,10) | Freestyle                                  | "Minnie the Moocher"—Cab Calloway      |
| J.R. & Karina | 24 (8,7,9)    | Cha-Cha-Cha (giám khảo Len giúp đỡ)        | "Let's Get Loud"—Jennifer Lopez        |
| J.R. & Karina | 30 (10,10,10) | Freestyle                                  | "Whine Up"—Kat DeLuna                  |

Đêm thứ hai
Màn trình diễn của những cặp thí sinh đã bị loại
| Thứ tự | Cặp thí sinh                       | Điệu nhảy   | Âm nhạc                                                                                          |
| ------ | ---------------------------------- | ----------- | ------------------------------------------------------------------------------------------------ |
| 1      | Ron & Peta Elisabetta & Val        | Cha-Cha-Cha | "Krazy"—Pitbull hợp tác với Lil Jon & Last Friday Night (T.G.I.F.)—Katy Perry                    |
| 2      | Kristin & Mark                     | Jive        | "Long Tall Sally"—Little Richard                                                                 |
| 3      | Chynna & Tony                      | Tango       | "Theme from Mission: Impossible"—Lalo Schifrin trong phim Mission: Impossible                    |
| 4      | Carson & Anna (với Nhóm nhảy DWTS) | Cha-Cha-Cha | "Vogue"—Madonna                                                                                  |
| 5      | Nancy & Tristan                    | Foxtrot     | "Always Look on the Bright Side of Life"—Monty Python trong vở nhạc kịch Monty Python's Spamalot |
| 6      | Chaz & Lacey (với Buddy Schwimmer) | Freestyle   | "Big and Chunky"—Will.i.am                                                                       |
| 7      | David & Kym (với Nhóm nhảy DWTS)   | Quickstep   | "We Go Together"—John Travolta & Olivia Newton-John trong vở nhạc kịch Grease                    |

Xếp theo thứ tự trình diễn
| Cặp thí sinh  | Điểm số       | Điệu nhảy | Âm nhạc                                           |
| ------------- | ------------- | --------- | ------------------------------------------------- |
| Ricki & Derek | 30            | Tango     | "Theme from Psycho"—Bernard Hermann               |
| Rob & Cheryl  | 26            | Foxtrot   | "Fly Me to the Moon"—Frank Sinatra                |
| J.R. & Karina | 28            | Jive      | "Jump, Jive, an' Wail"—The Brian Setzer Orchestra |
| J.R. & Karina | 30 (10,10,10) | Samba     | "Shake Your Bon-Bon"—Ricky Martin                 |
| Rob & Cheryl  | 30 (10,10,10) | Samba     | "Shake Your Bon-Bon"—Ricky Martin                 |

## Thứ tự gọi tên
Đây là bảng ghi thứ tự tên các cặp thí sinh được gọi tên an toàn và bị loại của hai người dẫn chương trình Bergeron và Burke
| STT | 1                | 2                | 3               | 4               | 5               | 6               | 7               | 8               | 9             | 10            |
| --- | ---------------- | ---------------- | --------------- | --------------- | --------------- | --------------- | --------------- | --------------- | ------------- | ------------- |
| 1   | Ricki & Derek    | Carson & Anna    | J.R. & Karina   | Ricki & Derek   | Ricki & Derek   | J.R. & Karina   | Rob & Cheryl    | J.R. & Karina   | Rob & Cheryl  | J.R. & Karina |
| 2   | Elisabetta & Val | Ricki & Derek    | Ricki & Derek   | J.R. & Karina   | J.R. & Karina   | Ricki & Derek   | Ricki & Derek   | Hope & Maks     | Ricki & Derek | Rob & Cheryl  |
| 3   | Hope & Maks      | Kristin & Mark   | Chaz & Lacey    | Chaz & Lacey    | Rob & Cheryl    | Nancy & Tristan | J.R. & Karina   | Ricki & Derek   | J.R. & Karina | Ricki & Derek |
| 4   | Kristin & Mark   | J.R & Karina     | Rob & Cheryl    | Carson & Anna   | Chaz & Lacey    | David & Kym     | Hope & Maks     | Rob & Cheryl    | Hope & Maks   |               |
| 5   | Chynna & Tony    | Rob & Cheryl     | Nancy & Tristan | Hope & Maks     | Nancy & Tristan | Rob & Cheryl    | Nancy & Tristan | Nancy & Tristan |               |               |
| 6   | J.R. & Karina    | Nancy & Tristan  | Chynna & Tony   | David & Kym     | David & Kym     | Hope & Maks     | David & Kym     |                 |               |               |
| 7   | Chaz & Lacey     | Chynna & Tony    | David & Kym     | Nancy & Tristan | Hope & Maks     | Chaz & Lacey    |                 |                 |               |               |
| 8   | David & Kym      | Hope & Maks      | Carson & Anna   | Rob & Cheryl    | Carson & Anna   |                 |                 |                 |               |               |
| 9   | Carson & Anna    | Chaz & Lacey     | Hope & Maks     | Chynna & Tony   |                 |                 |                 |                 |               |               |
| 10  | Rob & Cheryl     | David & Kym      | Kristin & Mark  |                 |                 |                 |                 |                 |               |               |
| 11  | Nancy & Tristan  | Elisabetta & Val |                 |                 |                 |                 |                 |                 |               |               |
| 12  | Ron & Peta       |                  |                 |                 |                 |                 |                 |                 |               |               |

     Cặp thí sinh có số điểm cao nhất từ Hội đồng giám khảo trong tuần.
     Cặp thí sinh có số điểm cao nhất từ Hội đồng giám khảo trong tuần và được mời trình diễn lại bài nhảy của mình.
     Cặp thí sinh được mời trình diễn lại bài nhảy của mình.
     Cặp thí sinh có số điểm thấp nhất từ Hội đồng giám khảo trong tuần nhưng được mời trình diễn lại bài nhảy của mình.
     Cặp thí sinh có số điểm thấp nhất từ Hội đồng giám khảo trong tuần.
     Cặp thí sinh có số điểm thấp nhất từ Hội đồng giám khảo trong tuần và bị loại.
     Cặp thí sinh bị loại.
     Cặp thí sinh chiến thắng cuộc thi.
     Cặp thí sinh về nhì cuộc thi.
     Cặp thí sinh về ba cuộc thi.

## Lịch diễn
Các cặp thí sinh chuẩn bị bài nhảy của mình theo lịch diễn cho từng tuần:
- Tuần 1: Cha-Cha-Cha hoặc Viennese Waltz
- Tuần 2: Jive hoặc Quickstep
- Tuần 3: Tuần "năm đáng nhớ nhất của cuộc đời (Most Memorable Year Week) - Một điệu nhảy chưa học
- Tuần 4: Tuần điện ảnh (Movie Score Week) - Một điệu nhảy chưa học
- Tuần 5: Tuần "thập niên 80" ('80s Week) - Một điệu nhảy chưa học
- Tuần 6: Tuần Broadway (Broadway Week) - Một điệu nhảy chưa học và Nhảy Broadway tập thể không chấm điểm (Group Broadway)
- Tuần 7: Tuần Halloween (Halloween Week) - Một điệu nhảy chưa học và Nhảy theo đội (đội Tango hoặc đội Paso Doble)
- Tuần 8: Tuần biên đạo bất chợt (Instant Choreography Week) - Một điệu nhảy Ballroom chưa học và Bài nhảy Jive bất chợt
- Tuần 9: Một điệu nhảy Latin chưa học, Argentine Tango và Nhảy Cha-Cha-Cha tiếp sức (Cha-Cha-Cha Relay)
- Tuần 10 (Đêm 1): Điệu nhảy chưa học cuối cùng và Freestyle
- Tuần 10 (Đêm 2): Điệu nhảy yêu thích của mùa giải. Top 2 sẽ tiếp tục nhảy bài Samba bất chợt.

## Bảng thống kê các bài nhảy
| Cặp thí sinh     | 1              | 2         | 3           | 4              | 5       | 6           | 6        | 7           | 7          | 8         | 8    | 9          | 9               | 9           | 10          | 10        | 10      | 10          |
| ---------------- | -------------- | --------- | ----------- | -------------- | ------- | ----------- | -------- | ----------- | ---------- | --------- | ---- | ---------- | --------------- | ----------- | ----------- | --------- | ------- | ----------- |
| J.R. & Karina    | Viennese Waltz | Jive      | Rumba       | Foxtrot        | Samba   | Quickstep   | Broadway | Tango       | Tango      | Waltz     | Jive | Paso Doble | Argentine Tango | Cha-Cha-Cha | Cha-Cha-Cha | Freestyle | Jive    | Samba       |
| Rob & Cheryl     | Viennese Waltz | Jive      | Foxtrot     | Paso Doble     | Rumba   | Cha-Cha-Cha | Broadway | Tango       | Paso Doble | Quickstep | Jive | Samba      | Argentine Tango | Cha-Cha-Cha | Waltz       | Freestyle | Foxtrot | Samba       |
| Ricki & Derek    | Viennese Waltz | Jive      | Rumba       | Tango          | Foxtrot | Quickstep   | Broadway | Paso Doble  | Paso Doble | Waltz     | Jive | Samba      | Argentine Tango | Cha-Cha-Cha | Cha-Cha-Cha | Freestyle | Tango   |             |
| Hope & Maks      | Viennese Waltz | Jive      | Cha-Cha-Cha | Foxtrot        | Tango   | Rumba       | Broadway | Samba       | Paso Doble | Quickstep | Jive | Paso Doble | Argentine Tango | Cha-Cha-Cha |             |           |         | Quickstep   |
| Nancy & Tristan  | Cha-Cha-Cha    | Quickstep | Waltz       | Paso Doble     | Rumba   | Foxtrot     | Broadway | Jive        | Tango      | Tango     | Jive |            |                 |             |             |           |         | Foxtrot     |
| David & Kym      | Viennese Waltz | Jive      | Rumba       | Paso Doble     | Tango   | Quickstep   | Broadway | Cha-Cha-Cha | Tango      |           |      |            |                 |             |             |           |         | Quickstep   |
| Chaz & Lacey     | Cha-Cha-Cha    | Quickstep | Rumba       | Paso Doble     | Samba   | Tango       | Broadway |             |            |           |      |            |                 |             |             |           |         | Freestyle   |
| Carson & Anna    | Cha-Cha-Cha    | Quickstep | Tango       | Viennese Waltz | Jive    |             |          |             |            |           |      |            |                 |             |             |           |         | Cha-Cha-Cha |
| Chynna & Tony    | Viennese Waltz | Jive      | Rumba       | Tango          |         |             |          |             |            |           |      |            |                 |             |             |           |         | Tango       |
| Kristin & Mark   | Cha-Cha-Cha    | Quickstep | Samba       |                |         |             |          |             |            |           |      |            |                 |             |             |           |         | Jive        |
| Elisabetta & Val | Cha-Cha-Cha    | Quickstep |             |                |         |             |          |             |            |           |      |            |                 |             |             |           |         | Cha-Cha-Cha |
| Ron & Peta       | Cha-Cha-Cha    |           |             |                |         |             |          |             |            |           |      |            |                 |             |             |           |         | Cha-Cha-Cha |

     Điệu vũ có điểm số cao nhất
     Điệu vũ có điểm số thấp nhất
     Trình diễn nhưng không chấm điểm

## Màn trình diễn của các khách mời
Ký hiệu: TD: đêm trình diễn; KQ: đêm kết quả
| Ngày - tuần           | Nghệ sĩ                      | Bài hát                                                         | Điệu nhảy/ Phong cách   | Vũ công |
| --------------------- | ---------------------------- | --------------------------------------------------------------- | ----------------------- | --- |
| 20/09/2011 Tuần 1 KQ  | Harry Connick, Jr            | "On A Clear Day You Can See Forever"                            | Foxtrot                 | Tony Dovolani và Kym Johnson |
| 20/09/2011 Tuần 1 KQ  | LMFAO                        | "Sexy and I Know It" Party Rock Anthem"                         | Cha-Cha-Cha Đương đại   | Mark Ballas, Cheryl Burke, Maksim Chmerkovskiy, Val Chmerkovskiy, Peta Murgatroyd và Lacey Schwimmer                                          |
| 27/09/2011 Tuần 2 KQ  | Demi Lovato                  | "Skyscraper"                                                    | Contemporary            | Robert Roldan, Chaz Edward Buzan, Ryan Ramirez, Pam Chu                                                                                       |
| 27/09/2011 Tuần 2 KQ  | The Script                   | "For the First Time"                                            | Rumba                   | Dmitry Chaplin và Chelsie Hightower |
| 04/10/2011 Tuần 3 KQ  | Chubby Checker và Estelle    | "The Twist"                                                     | Twist                   | Các vũ công của Chubby & Estelle, với sự góp mặt của trưởng Ban giám khảo Len Goodman                                                         |
| 04/10/2011 Tuần 3 KQ  | Mary J. Blige                | "Real Love"                                                     | Samba                   | Val Chmerkovskiy & Dasha Chesnokova |
| 11/10/2011 Tuần 4 KQ  | Susan Boyle                  | "Unchained Melody"                                              | Rumba                   | Val Chmerkovskiy & Peta Murgatroyd |
| 11/10/2011 Tuần 4 KQ  | Blake Shelton                | "Holding Out for a Hero" Footloose"                             | Rumba Jive              | Julianne Hough & Kenny Wormald |
| 17/10/2011 Tuần 5 TD  | The Bangles                  | Eternal Flames Walk Like an Egyptian Manic Monday               | Rumba Samba Cha-Cha-Cha | Các thành viên của Nhóm nhảy DWTS |
| 18/10/2011 Tuần 5 KQ  | Kelly Clarkson               | "Mr. Know It All" "Walk Away"                                   | Rumba Cha-Cha-Cha       | Tristan MacManus, Kym Johnson, Mark Ballas, Sharna Burgess, Val Chmerkovskiy và Peta Murgatroyd                                               |
| 18/10/2011 Tuần 5 KQ  | The Band Perry               | "If I Die Young"                                                | Rumba                   | Louis Van Amstel và Karina Smirnoff |
| 24/10/2011 Tuần 6 TD  | Kristin Chenoweth            | "Maybe This Time"—trong vở nhạc kịch Cabaret                    | Foxtrot                 | Mark Ballas, Sharna Burgess, Dasha Chesnokova, Oksana Dmytrenko, Val Chmerkovskiy, Sasha Farber, Peta Murgatroyd, Kiki Nyemchek, Ted Volynets |
| 24/10/2011 Tuần 6 TD  | Kristin Chenoweth            | "I Could Have Danced All Night"—trong vở nhạc kịch My Fair Lady | Quickstep               | Mark Ballas, Sharna Burgess, Dasha Chesnokova, Oksana Dmytrenko, Val Chmerkovskiy, Sasha Farber, Peta Murgatroyd, Kiki Nyemchek, Ted Volynets |
| 25/10/2011 Tuần 6 KQ  | Martina McBride              | "I'm Gonna Love You Through It"                                 | Rumba                   | Val Chmerkovskiy và Chelsie Hightower |
| 01/11/2011 Tuần 7 KQ  | Justin Bieber                | "Never Say Never"                                               | Samba                   | Mark Ballas & Chelsie Hightower |
| 01/11/2011 Tuần 7 KQ  | Christina Perri              | "Arms"                                                          | Contemporary Ballet     | Victoria-Rose Viren |
| 08/11/2011 Tuần 8 KQ  | Andrea Bocelli & Chris Botti | "More"                                                          | Foxtrot                 | Các thành viên của Nhóm nhảy DWTS |
| 08/11/2011 Tuần 8 KQ  | Flo Rida                     | "Club Can't Handle Me" Good Feeling feat. Livvi Franc           | Hip-Hop                 | Các vũ công của Flo Rida |
| 15/11/2011 Tuần 9 KQ  | The Muppets                  | "Life's A Happy Song"                                           | Broadway                | Diễn viên của phim The Muppets |
| 22/11/2011 Tuần 10 KQ | Lady Antebellum              | "Dancin' Away With My Heart" "Need You Now"                     | Rumba                   | Dmitry Chaplin, Kym Johnson, Val Chmerkovskiy và Peta Murgatroyd, và thành viên Nhóm nhảy DWTS                                                |

## Nhóm nhảy
Nhóm nhảy trong mùa giải này có tất cả sáu thành viên, cộng thêm hai vũ công (một nam và một nữ) bị loại đầu tiên của mùa giải, là Val Chmerkovskiy và Peta Murgatroyd. Thỉnh thoảng Nhóm nhảy cũng có một số chuyên nghiệp khác tham gia (ví dụ như Louis Van Amstel vào tuần 4).
- Sharna Burgess
- Dasha Chesnokova
- Oksana Dmytrenko
- Sasha Farber
- Kiki Nyemchek
- Ted Volynets

| Ngày - tuần         | Điệu nhảy               | Bài hát                                                              |
| ------------------- | ----------------------- | -------------------------------------------------------------------- |
| 20/09/2011 - tuần 1 | Jive                    | "Watch Me Move"—Fefe Dobson                                          |
| 04/10/2011 - tuần 3 | Viennese Waltz          | Nhạc nền phim Cuốn theo chiều gió                                    |
| 11/10/2011 - tuần 4 | Paso Doble Foxtrot      | Nhạc nền phim Cowboy và Star Wars Nhạc nền phim Butch Cassidy        |
| 17/10/2011 - tuần 5 | Rumba Samba Cha-Cha-Cha | "Eternal Flame" "Walk Like an Egyptian" "Manic Monday" — The Bangles |
| 18/10/2011 - tuần 6 | Cha-Cha-Cha             | "Like a Virgin / Like a Prayer" — Madonna                            |
| 08/11/2011 - tuần 8 | Foxtrot                 | "More"—Andrea Boccelli                                               |

- Bài nhảy vào ngày 04/10 còn có thêm sự góp mặt của hai chuyên nghiệp Val Chmerkovskiy và Peta Murgatroyd

## Lượng người xem
Dưới đây là phần thống kê lượng người xem chương trình tại Mỹ:
| Tuần | Chương trình                    | Ngày lên sóng | Số người xem (triệu) |
| ---- | ------------------------------- | ------------- | -------------------- |
| 1    | Trình diễn                      | 19/09/2011    | 19.03                |
| 1    | Gặp gỡ thí sinh (Meet the Cast) | 20/09/2011    | 10.97                |
| 1    | Kết quả                         | 20/09/2011    | 14.79                |
| 2    | Trình diễn                      | 26/09/2011    | 16.23                |
| 2    | Đặc biệt                        | 27/09/2011    | 9.49                 |
| 2    | Kết quả                         | 27/09/2011    | 14.39                |
| 3    | Trình diễn                      | 03/10/2011    | 16.40                |
| 3    | Đặc biệt                        | 04/10/2011    | 9.11                 |
| 3    | Kết quả                         | 04/10/2011    | 14.80                |
| 4    | Trình diễn                      | 10/10/2011    | 16.30                |
| 4    | Kết quả                         | 11/10/2011    | 16.60                |
| 5    | Trình diễn                      | 17/10/2011    | 17.47                |
| 5    | Kết quả                         | 18/10/2011    | 13.50                |
| 6    | Trình diễn                      | 24/10/2011    | 16.99                |
| 6    | Kết quả                         | 25/10/2011    | 14.10                |
| 7    | Trình diễn                      | 31/10/2011    | 16.30                |
| 7    | Kết quả                         | 01/11/2011    | 15.21                |
| 8    | Trình diễn                      | 07/11/2011    | 18.03                |
| 8    | Kết quả                         | 08/11/2011    | 14.80                |
| 9    | Trình diễn                      | 14/11/2011    | 18.50                |
| 9    | Kết quả                         | 15/11/2011    | 15.15                |
| 10   | Đêm thú nhất                    | 21/11/2011    | 19.61                |
| 10   | Đêm thứ hai                     | 22/11/2011    | 19.45                |

## Trang web chính thức
- Trang web chính thức của Dancing with the Stars Hoa Kỳ Lưu trữ ngày 4 tháng 7 năm 2008 tại Wayback Machine